# Tân Lân
Tân Lân là một xã thuộc tỉnh Tây Ninh, Việt Nam.

## Địa lý
Xã Tân Lân nằm ở trung tâm huyện Cần Đước, có vị trí địa lý:
- Phía đông giáp huyện Cần Giuộc với ranh giới là sông Cần Giuộc
- Phía tây giáp xã Phước Tuy
- Phía nam giáp thị trấn Cần Đước và xã Phước Đông
- Phía bắc giáp xã Mỹ Lệ và huyện Cần Giuộc.

Xã có diện tích 17,65 km², dân số năm 1999 là 10.608 người, mật độ dân số đạt 601 người/km².

## Hành chính
Xã Tân Lân được chia thành 11 ấp: Xóm Chùa, Bà Chủ, Nhà Thờ, Xóm Mới, Nhà Dài, Ao Gòn, Nhà Trường, Cầu Xây, Bình Hòa, Bà Thoại, Rạch Bộng.